# 李鸿 (1967年)
李鸿（1967年—），女，汉族，中华人民共和国工程师，中国共产党党员，曾任空军试验训练基地第一试验训练区副总工程师，第十一届全国政协委员。

## 生平
2008年，当选第十一届全国政协委员，代表科学技术界，分入第三十一组。2018年2月24日，当选为第十三届全国人大代表。